# Nunatak Sterzhen'
Nunatak Sterzhen' är en nunatak i Antarktis. Den ligger i Östantarktis. Australien gör anspråk på området. Toppen på Nunatak Sterzhen' är 1 768 meter över havet.
Terrängen runt Nunatak Sterzhen' är en högslätt. Trakten är obefolkad. Det finns inga samhällen i närheten.